# Стентон (округ, Небраска)
Шаблон:StateAbbr_ 41°55′ пн. ш. 97°11′ зх. д. / 41.92° пн. ш. 97.19° зх. д.
Округ Стентон (англ. Stanton County) — округ (графство) у штаті Небраска, США. Ідентифікатор округу 31167.

## Історія
Округ утворений 1865 року.

## Демографія
За даними перепису
2000 року
загальне населення округу становило 6455 осіб, зокрема міського населення було 1716, а сільського — 4739.
Серед мешканців округу чоловіків було 3201, а жінок — 3254. В окрузі було 2297 домогосподарств, 1784 родин, які мешкали в 2452 будинках.
Середній розмір родини становив 3,16.
Віковий розподіл населення поданий у таблиці:
| Стать    | До 15 років | 15-21 | 22-29 | 30-39 | 40-49 | 50-65 | 65-85 | Понад 85 |
| -------- | ----------- | ----- | ----- | ----- | ----- | ----- | ----- | -------- |
| Чоловіки | 786         | 373   | 245   | 438   | 531   | 461   | 328   | 39       |
| Жінки    | 760         | 309   | 278   | 451   | 483   | 470   | 396   | 107      |

## Суміжні округи
- Вейн — північ
- Камінг — схід
- Колфакс — південь
- Платт — південний захід
- Медісон — захід
- Пієрс — північний захід